# Take It Easy
'"Take It Easy"은 잭슨 브라운과 글렌 프레이가 작사하고 이글스가 녹음한 노래이다. 이글스 뿐만 아니라 다른 가수들도 녹음하였다. 이글스의 첫 번째 싱글이며, 1972년 5월 1일 발매되었다. 1972년 7월 22일 빌보드 핫 100 차트에서 12위를 기록하였으며, 6월 3일 79위로 데뷔한 이후 11주동안 차트에 있었다.
노래의 내용은 애리조나주를 여행하던 도중 윈슬로 (Winslow) 에서 발생한 사건에 대해 담고 있다.

## 세션 구성
- 글렌 프레이: 리드 보컬, 어쿠스틱 기타, 백 보컬
- 돈 헨리: 드럼, 백 보컬
- 버니 리던: 리드 기타, 밴조, 백 보컬
- 랜디 마이즈너: 베이스 기타, 백 보컬

## 차트 기록
| 차트(1972년)         | 최고 순위 |
| -------------------- | --------- |
| 미국 빌보드 핫 100   | 12        |
| 미국 성인 현대곡     | 12        |
| 캐나다 RPM 싱글 차트 | 8         |